# Liste der Monuments historiques in Coucy-le-Château-Auffrique
Die Liste der Monuments historiques in Coucy-le-Château-Auffrique führt die Monuments historiques in der französischen Gemeinde Coucy-le-Château-Auffrique auf.

## Liste der Bauwerke
| Bezeichnung                                        | Beschreibung                  | Standort | Kennzeichnung | Schutzstatus | Datum | Bild           |
| -------------------------------------------------- | ----------------------------- | -------- | ------------- | ------------ | ----- | -------------- |
| Kirche St-Sauveur                                  | Erbaut ab dem 12. Jahrhundert | (Lage)   | PA00115618    | Classé       | 1920  | weitere Bilder |
| Deutsche Geschützstellung aus dem Ersten Weltkrieg | Erbaut im 18. Jahrhundert     | (Lage)   | PA00115619    | Classé       | 1922  | weitere Bilder |
| Hôtel du Gouverneur                                | Erbaut im 17. Jahrhundert     | (Lage)   | PA00115620    | Classé       | 1931  |                |
| Stadtbefestigung                                   | Erbaut im 13. Jahrhundert     | (Lage)   | PA00115621    | Classé       | 1889  | weitere Bilder |
| Burg                                               | Erbaut im 12./13. Jahrhundert | (Lage)   | PA00115617    | Classé       | 1862  | weitere Bilder |

## Liste der Objekte
- Monuments historiques (Objekte) in Coucy-le-Château-Auffrique in der Base Palissy des französischen Kultusministeriums